# Asesinato de Jennifer Teague
Jennifer Teague (Ottawa, Ontario; 30 de junio de 1987 - Ottawa, Ontario; 8 de septiembre de 2005) fue una adolescente canadiense que fue asesinada en septiembre de 2005.

## Asesinato
En la madrugada del 8 de septiembre de 2005, tras terminar su turno en Wendy's, Teague se reunió con unos amigos en una tienda Mac's de Barrhaven. Fue entonces cuando empezó a caminar hacia su casa por Jockvale Road y desapareció. Muchos residentes locales llevaron a cabo una búsqueda exhaustiva por gran parte de la zona de Barrhaven y la desaparición saltó a los titulares de todo Canadá. El 18 de septiembre, un agente de policía fuera de servicio descubrió el cadáver de Teague, tirado cerca de un aparcamiento que conduce al sendero Lime Kiln Trail, en el cinturón verde de Ottawa.
El 9 de junio de 2006, Kevin Davis, pizzero de 24 años, se desnudó y salió corriendo a Fallowfield Road gritando varias veces «¡He matado a Jennifer Teague!». Más tarde se descubrió que estaba drogado con setas alucinógenas. Fue trasladado a un hospital de Ottawa, donde se retractó, alegando que fue su estado mental alterado lo que le hizo afirmar que había matado a Teague. Poco después le dieron el alta. Sin embargo, el 26 de junio, Davis se acercó a un agente de policía fuera de servicio y confesó haber asesinado a Teague. El agente llamó a la policía de Ottawa, que detuvo a Davis sin incidentes.

## Juicio
El 12 de enero de 2008, el mismo día en que el Chris Myers, asesino confeso de Ardeth Wood, Davis se declaró culpable del homicidio de Teague, anunciando su intención de declararse culpable de los cargos de asesinato al inicio de su juicio, previsto para el 25 de enero de 2008.
En el juicio, Davis reveló que, en la semana anterior al asesinato de Teague, había estado planeando violar y matar a una mujer joven, llegando incluso a preparar un «kit» que contenía un cuchillo, una cuerda y una mordaza. Dijo que quería una víctima más joven porque sería más fácil de controlar. Encontrar a Teague de madrugada fue una oportunidad completamente aleatoria. Davis llevó a Teague a su casa, donde vivía con su madre. Se vio incapaz de cometer la violación que había planeado y la estranguló hasta matarla antes de deshacerse de su cuerpo justo antes del amanecer. En la declaración se describe que el odio de Davis hacia las mujeres desempeñó un papel importante en el motivo del asesinato. También hubo muchas otras motivaciones para el secuestro y asesinato de Teague, como su misantropía general, el haber sido despedido de su trabajo en The Home Depot y la muerte de su gato mascota.
En el juicio, se reveló que Davis pensaba que merecía su castigo de cadena perpetua. Reveló que, si pudiera, renunciaría a su vida para devolver la vida a la joven adolescente. El padre de Teague, Ed, dijo que no veía sinceridad en la declaración de Davis. Sin embargo, Jean, la madre de Teague, había dicho que se sentía aliviada por la declaración de culpabilidad porque significaba que la familia y los amigos de Teague no tenían que pasar por las penurias de un largo juicio.
Davis fue condenado a cadena perpetua sin posibilidad de libertad condicional durante al menos 25 años.

## Hechos posteriores
El asesinato de Teague conmocionó a la comunidad de Barrhaven. En los 10 meses transcurridos entre el asesinato de Teague y la detención de Davis, los residentes explicaron cómo vivían atemorizados sabiendo que uno de sus vecinos podría haber matado a Teague. Varias personas que vivían en la zona de Barrhaven declararon a los canales de noticias que no dejaban que sus seres queridos volvieran solos a casa por la noche. Jan Harder, concejal de Barrhaven, hizo una declaración en la que afirmaba que la comunidad debía aprender de la experiencia. «La gente mirará a sus vecinos de al lado, con suerte, mirará a las personas de las que no son conscientes a diario, y tal vez preste más atención».
En 2015, el padre y la madrastra de Teague, Sylvie, escribieron un libro titulado Behind the Darkest Hours: Where Hope Lies sobre cómo afrontar tragedias similares. Sylvie Teague ha trabajado en la propuesta de un proyecto de ley de derechos de las víctimas que daría derecho a las familias de las víctimas de asesinato a recibir asesoramiento e información actualizada por parte de los agentes de policía. Con la ayuda de Victims of Violence, una organización benéfica que ofrece apoyo a las víctimas de delitos violentos, así como a sus familias, los Teague también han presionado para que se elimine la cláusula de la débil esperanza, un proyecto de ley derogado en 2011 que permitía a los asesinos solicitar la libertad condicional anticipada tras 15 años en prisión.
El caso apareció en la serie policíaca de la CBC The Detectives el 20 de septiembre de 2018.